# Station Hann. Münden
Station Hann. Münden (Bahnhof Hann. Münden officiële afkorting van Hannoversche Münden) is een spoorwegstation in de Duitse plaats Hann. Münden, in de deelstaat Nedersaksen. Het station ligt aan de spoorlijn Hannover - Kassel, vanaf deze spoorlijn takt de lijn naar Halle af. De verbinding naar Göttingen werd tussen 1980 en 1995 gesloten in delen, treinen naar Göttingen rijden sindsdien om via station Eichenberg.

## Indeling
Het station heeft twee zijperrons, die deels zijn overkapt. De perrons zijn verbonden via een voetgangerstunnel, die ook te bereiken is via een hellingbaan. De tunnel verbindt het Adam von Trott zu Solz-Platz met de Philosophenweg. Aan de noordzijde van de sporen bevinden zich een fietsenstalling, een taxistandplaats en een busstation. Tevens bevindt zich in de straat Philosophenweg nog de bushalte "Pommernplatz/Bahnhof Ostseite". Rondom het station zijn er diverse parkeerterreinen.

## Verbindingen
De volgende treinseries doen het station Hann. Münden aan:
| Serie | Treinsoort                                        | Route | Bijzonderheden       |
| ----- | ------------------------------------------------- | --- | -------------------- |
| RE 2  | Regional-Express (DB Regio Südost)                | Kassel-Wilhelmshöhe – Hann. Münden – Eichenberg – Heilbad Heiligenstadt – Leinefelde – Bad Langensalza – Erfurt Hbf                                                                       | Eenmaal per twee uur |
| RE 9  | Regional-Express (Abellio Rail Mitteldeutschland) | Kassel-Wilhelmshöhe – Hann. Münden – Eichenberg – Heilbad Heiligenstadt – Leinefelde – Wolkramshausen – Nordhausen – Sangerhausen – Lutherstadt Eisleben – Halle (Saale) Hbf – Bitterfeld | Eenmaal per twee uur |
| R 8   | Regionalbahn (cantus)                             | Göttingen – Eichenberg – Hann. Münden – Kassel Hbf |                      |